# Casearia obliqua
Casearia obliqua är en videväxtart som beskrevs av Spreng.. Casearia obliqua ingår i släktet Casearia och familjen videväxter. Inga underarter finns listade i Catalogue of Life.